# Jazz Lab (Columbia Records)
Jazz Lab è un album di Gigi Gryce e Donald Byrd, pubblicato dalla Columbia Records nel 1957.

## Tracce
Lato A
1. Speculation – 3:38 (Horace Silver) – Registrato il 4 febbraio 1957 a New York City, New York
2. Over the Rainbow  – 8:21 (E.Y. Harburg, Harold Arlen) – Registrato il 5 febbraio 1957 a New York City, New York
3. Nica's Tempo – 5:27 (Gigi Gryce) – Registrato il 4 febbraio 1957 a New York City, New York
4. Blue Concept – 5:03 (Gigi Gryce) – Registrato il 13 marzo 1957 a New York City, New York

Lato B
1. Little Niles – 7:04 (Randy Weston) – Registrato il 13 gennaio (o) marzo 1957 a New York City, New York
2. Sans Souci – 7:17 (Gigi Gryce) – Registrato il 5 febbraio 1957 a New York City, New York
3. I Remember Clifford – 4:57 (Benny Golson ) – Registrato il 13 gennaio (o) marzo 1957 a New York City, New York

- Alcune discografie riportano come data di registrazione dei brani I Remember Clifford e Little Niles il 13 gennaio 1957, altre indicano il 13 marzo 1957

## Musicisti
A1 e A3
- Gigi Gryce - sassofono alto
- Donald Byrd - tromba
- Tommy Flanagan - pianoforte
- Wendell Marshall - contrabbasso
- Art Taylor - batteria
- Sahib Shihab - sassofono baritono
- Julius Watkins - corno francese
- Benny Powell - trombone
- Don Butterfield - tuba

A2 e B2
- Gigi Gryce - sassofono alto
- Donald Byrd - tromba
- Tommy Flanagan - pianoforte
- Wendell Marshall - contrabbasso
- Art Taylor - batteria

A4
- Gigi Gryce - sassofono alto
- Donald Byrd - tromba
- Benny Powell - trombone
- Sahib Shihab - sassofono baritono
- Tommy Flanagan - pianoforte
- Julius Watkins - corno francese
- Don Butterfield - tuba
- Wendell Marshall - contrabbasso
- Art Taylor - batteria

B1 e B3
- Gigi Gryce - sassofono alto
- Donald Byrd - tromba
- Jimmy Cleveland - trombone
- Wade Legge - pianoforte
- Julius Watkins - corno francese
- Don Butterfield - tuba
- Sahib Shihab - sassofono baritono
- Wendell Marshall - contrabbasso
- Art Taylor - batteria[4]